# Anthony Randazzo
Anthony Randazzo (Sydney, 7 ottobre 1966) è un vescovo cattolico australiano, dal 7 ottobre 2019 vescovo di Broken Bay e dal 1º luglio 2023 amministratore apostolico di Nostra Signora della Croce del Sud.

## Biografia
Anthony Randazzo è nato a Sydney il 7 ottobre 1966 ed è figlio di Colin Randazzo e Caterina Di Losa, originari di Lipari, in Italia. I suoi genitori erano frutticoltori nell'azienda di famiglia a Bankstown e nel 1967 si sono trasferiti a Coolangatta, un sobborgo di Gold Coast. È il terzo di quattro figli e ha tre sorelle.

### Formazione e ministero sacerdotale
Ha frequentato la Saint Augustine Catholic School di Coolangatta dal 1972 al 1973, la Guardian Angels Catholic School dal 1973 al 1975 e l'Aquinas College a Southport dal 1976 al 1983.
Ha compiuto gli studi ecclesiastici presso il seminario provinciale "Pio XII" e all'Università del Queensland a Brisbane al 1985 al 1991. Nel 1991 ha ottenuto il baccalaureato in teologia presso il Brisbane College of Theology.
Il 29 novembre 1991 è stato ordinato presbitero per l'arcidiocesi di Brisbane. In seguito è stato vicario parrocchiale della parrocchia di Santa Maria a Ipswich e segretario del consiglio presbiterale dal 1992 al 1994; vicario parrocchiale della parrocchia della cattedrale di Santo Stefano a Brisbane, cerimoniere vescovile e segretario del comitato per le nomine e i trasferimenti del clero dal 1995 al 1997 e uditore del tribunale ecclesiastico regionale della provincia di Brisbane nel 1998. Nel 1998 è stato inviato a Roma per studiare diritto canonico alla Pontificia Università Gregoriana. Nel 2000 ha conseguito la licenza e nel 2001 il diploma in giurisprudenza. Tornato in patria è stato parroco della parrocchia di Regina Caeli a Coorparoo Heights dal 2001 al 2003, direttore delle vocazioni dal 2001 al 2004, vicario giudiziale aggiunto e giudice del tribunale ecclesiastico regionale della provincia di Brisbane dal 2001 al 2005, membro esecutivo del consiglio presbiterale dal 2001 al 2004, giudice del tribunale d'appello nazionale della Chiesa cattolica dell'Australia e della Nuova Zelanda dal 2003 al 2004. Ha prestato servizio come officiale della Congregazione per la dottrina della fede dal 2004 al 2008. Tornato in patria è stato di nuovo direttore delle vocazioni dal 2009 al 2010, rettore del seminario "Santo Spirito" di Brisbane dal 2009 al 2015 e assistente dell'arcivescovo di Brisbane nel 2016. Nel primo semestre del 2016 gli è stato concesso un congedo sabbatico per compiere studi di Sacra Scrittura a Gerusalemme.
Nel 2007 è stato nominato cappellano di Sua Santità.

### Ministero episcopale
Il 24 giugno 2016 papa Francesco lo ha nominato vescovo ausiliare di Sydney e titolare di Quiza. Ha ricevuto l'ordinazione episcopale il 24 agosto successivo nella cattedrale di Santa Maria a Sydney dall'arcivescovo metropolita di Sydney Anthony Colin Fisher, co-consacranti l'arcivescovo metropolita di Brisbane Mark Benedict Coleridge e il vescovo di Macao Stephen Lee Bun Sang.
Nel giugno del 2019 ha compiuto la visita ad limina.
Il 7 ottobre 2019 lo stesso papa Francesco lo ha nominato vescovo di Broken Bay. Ha preso possesso della diocesi il 4 novembre successivo.
Dal 10 febbraio 2023 è stato presidente della Federazione delle conferenze dei vescovi cattolici dell'Oceania.
Il 21 aprile 2023 papa Francesco lo ha nominato amministratore apostolico di Nostra Signora della Croce del Sud, con decorrenza dal 1º luglio.
Oltre all'inglese, conosce l'italiano.

## Genealogia episcopale
La genealogia episcopale è:
- Cardinale Scipione Rebiba
- Cardinale Giulio Antonio Santori
- Cardinale Girolamo Bernerio, O.P.
- Arcivescovo Galeazzo Sanvitale
- Cardinale Ludovico Ludovisi
- Cardinale Luigi Caetani
- Cardinale Ulderico Carpegna
- Cardinale Paluzzo Paluzzi Altieri degli Albertoni
- Papa Benedetto XIII
- Papa Benedetto XIV
- Papa Clemente XIII
- Cardinale Marcantonio Colonna
- Cardinale Giacinto Sigismondo Gerdil, B.
- Cardinale Giulio Maria della Somaglia
- Cardinale Carlo Odescalchi, S.I.
- Cardinale Costantino Patrizi Naro
- Cardinale Lucido Maria Parocchi
- Cardinale Pietro Respighi
- Cardinale Pietro La Fontaine
- Cardinale Celso Benigno Luigi Costantini
- Cardinale James Robert Knox
- Arcivescovo Thomas Francis Little
- Cardinale George Pell
- Arcivescovo Anthony Colin Fisher, O.P.
- Vescovo Anthony Randazzo